# Mas Escot
El Mas Escot és una masia de Viladamat (Alt Empordà) inclosa a l'Inventari del Patrimoni Arquitectònic de Catalunya.

## Descripció
Situat dins del nucli urbà de la població de Viladamat, a tocar el nucli antic del poble per la banda sud, formant cantonada entre la plaça Catalunya i els carrers de Cinc Claus i Albons.
Edifici cantoner de planta rectangular, format per quatre grans cossos adossats i altres construccions annexes de cronologia posterior, amb jardí. El nucli original de la construcció es correspon amb els dos cossos situats a l'extrem de migdia. El principal consta de planta baixa i pis, amb la coberta de teula a dues vessants. A la façana principal destaca el portal d'accés a l'interior, d'arc de mig punt adovellat amb els brancals bastits amb carreus desbastats. A la clau apareix l'any 1537 en lletres gòtiques, inclòs dins d'un escut capgirat. Al pis, la finestra central és de mides grans i obertura rectangular, amb els brancals bastits amb carreus desbastats, amb la part inferior decorada. Destaca el guardapols motllurat superior i les barretes que divideixen en quatre parts l'obertura, decorades i motllurades. Al costat nord d'aquesta obertura hi ha una altra finestra rectangular, amb carreus als brancals i llinda d'arc conopial decorada amb una roseta central. Adossat a l'extrem sud de la façana destaca el forn o pou, de planta circular bastit en pedra. L'altre cos que conforma el nucli originari de la construcció està distribuït en planta baixa i dos pisos, amb la coberta de dues aigües. Les obertures de l'edifici són rectangulars, una per planta a la façana principal. A la planta baixa i el primer pis estan emmarcades amb carreus de pedra, la superior amb l'ampit motllurat, la llinda conopial i els brancals decorats. Les obertures de la façana de migdia són força senzilles.
Cap a la banda de tramuntana de la construcció hi ha dos cossos més adossats, de construcció posterior als cossos principals dels que destaca el central, amb una galeria d'arcs de mig punt bastits amb maons, al pis.
La construcció és bastida amb pedra de diverses mides, desbastada i sense desbastar, i alguns carreus. Les cantonades també presenten carreus desbastats.

## Història
La inscripció que figura a la dovella de la clau de volta del portal d'accés permet conèixer l'any de construcció de l'edifici, el 1537.